# Noor Ariff
Noor Ariff (* 6. September 1998 in Singapur), mit vollständigen Namen Muhammad Noor bin Mohammad Ariff, ist ein singapurischer Fußballspieler.

## Karriere
Noor Ariff steht seit 2017 bei Geylang International unter Vertrag. Der Verein spielte in der ersten Liga, der S. League. Bisher absolvierte er 40 Erstligaspiele und schoss dabei vier Tore.